# Melvisharam
Melvisharam é uma panchayat (vila) no distrito de Vellore, no estado indiano de Tamil Nadu.

## Demografia
Segundo o censo de 2001,  Melvisharam  tinha uma população de 36,675 habitantes. Os indivíduos do sexo masculino constituem 50% da população e os do sexo feminino 50%. Melvisharam tem uma taxa de literacia de 65%, superior à média nacional de 59.5%: a literacia no sexo masculino é de 73% e no sexo feminino é de 56%. Em Melvisharam, 15% da população está abaixo dos 6 anos de idade.